# Shelton Hemphill

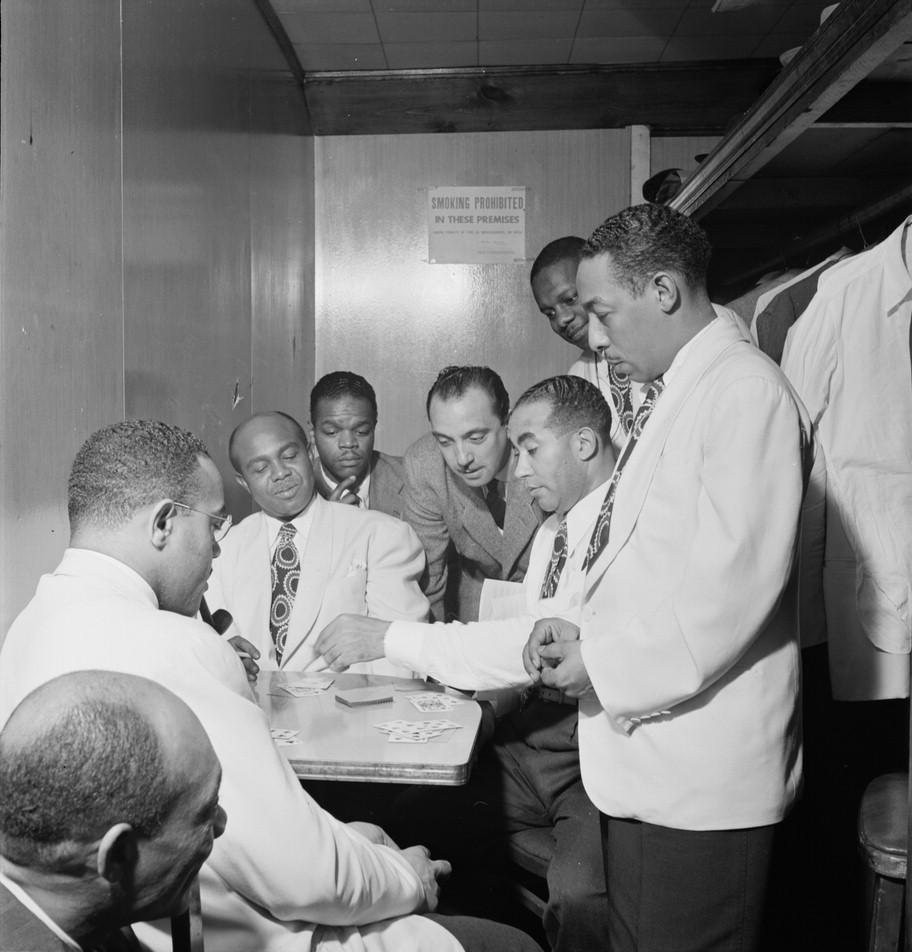
Al Sears, Shelton Hemphill, Junior Raglin, Django Reinhardt, Lawrence Brown, Harry Carney, Johnny Hodges im New Yorker Jazzclub Aquarium, ca. November 1946.
Fotografie von William P. Gottlieb.

Shelton „Scad“ Hemphill (* 16. März 1906 in Birmingham (Alabama); † Dezember 1959 in New York City) war ein US-amerikanischer Jazztrompeter.

## Leben und Wirken
Hemphill studierte am Wilberforce College und begann seine Karriere 1924 bis 1928 als Mitglied von Horace Hendersons Collegians. Daneben spielte er in Fred Longshaws Band, die Bessie Smith 1924/25 begleitete. In den folgenden Jahren arbeitete er bei Benny Carter (1928/29), dann als Satztrompeter, teilweise auch als Erster Trompeter bei Chick Webb (1930/31), in der Mills Blue Rhythm Band (1931–37), bei Louis Armstrong (1937–44) und im Duke Ellington Orchestra (1944–49). Danach arbeitete er noch einige Jahre in New York City als freischaffender Musiker, bis er aus gesundheitlichen Gründen seine Karriere beendete. Er wirkte von 1925 bis 1949 bei 263 Aufnahmesessions mit. Laut Stephen Longstreet ist Hemphill wenig als Solist hervorgetreten; jedoch zeigte er sich als vorzüglicher Begleiter bei den Blues-Aufnahmen von Bessie Smith.

## Lexikalische Einträge
- Carlo Bohländer, Karl Heinz Holler: Reclams Jazzführer (= Reclams Universalbibliothek. Nr. 10185/10196). Reclam, Stuttgart 1970, ISBN 3-15-010185-9.
- Leonard Feather, Ira Gitler: The Biographical Encyclopedia of Jazz. Oxford University Press, New York 1999, ISBN 0-19-532000-X.